# Mieczysław Miazga
Mieczysław Miazga (ur. 22 grudnia 1956 w Sokołowie Małopolskim) – polski polityk, przedsiębiorca i samorządowiec, poseł na Sejm VIII kadencji.

## Życiorys
Ukończył studia w Wyższej Szkole Inżynieryjno-Ekonomicznej w Rzeszowie. Zawodowo związany z rolnictwem, prowadził indywidualne gospodarstwo rolne. Później został m.in. współwłaścicielem i prezesem zarządu spółki prawa handlowego Zakłady Mięsne Smak-Górno. Zaangażował się w działalność społeczną w ramach ochotniczej straży pożarnej, został honorowym prezesem OSP w Górnie.
Od 1990 do 1998 zasiadał w radzie miejskiej oraz zarządzie miasta i gminy Sokołów Małopolski, następnie do 2006 był radnym powiatu rzeszowskiego (początkowo z ramienia Akcji Wyborczej Solidarność). W 2006 z listy Prawa i Sprawiedliwości po raz pierwszy uzyskał mandat radnego sejmiku podkarpackiego. Z powodzeniem ubiegał się o reelekcję w 2010 i w 2014.
W wyborach parlamentarnych w 2015 z ramienia PiS kandydował do Sejmu w okręgu rzeszowskim. Został wybrany na posła VIII kadencji, otrzymując 11 327 głosów. W 2019 nie uzyskał poselskiej reelekcji. W 2024 ponownie wybrany na radnego Sokołowa Małopolskiego.

## Odznaczenia
Odznaczony Krzyżem Kawalerskim Orderu Odrodzenia Polski (2023), Srebrnym Krzyżem Zasługi (2009) oraz Złotym i Srebrnym Medalem „Za Zasługi dla Pożarnictwa”.

## Życie prywatne
Syn Andrzeja i Marty. Żonaty z Danutą. Zamieszkał w Górnie.